# Antonio Paoli

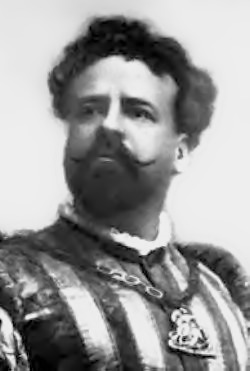
Antonio Paoli

Antonio Paoli (Ponce, 14 april 1871 – San Juan, 24 augustus 1946) was een Puerto Ricaans tenor.

## Biografie
Van jongs af aan ging hij met zijn ouders mee naar operavoorstellingen in Teatro La Perla, dat ongeveer zes straten verderop lag vanaf zijn huis (Casa Paoli). Een inspirerend optreden van de Italiaanse tenor Pietro Baccei hielp hem te beslissen wat hij later wilde worden. Zijn ouders voedden zijn ambitie door hem in te schrijven bij een muziekschool, zodat hij zijn stem kon ontwikkelen. Toen echter nog maar net twaalf jaar was, stierven zijn ouders. Paoli verhuisde naar Spanje om bij zijn zus Amalia, die ook zangeres was, te gaan wonen. Ook Amalia stimuleerde haar jongere broer om zijn droom om operazanger te worden, waar te maken.
Na zijn opleiding aan het Koninklijk Klooster van El Escorial in Madrid (Spanje) en de Academia de Canto La Scala in Milaan (Italië), debuteerde Paoli in Parijs. Hij verwierf daarna tal van onderscheidingen en prijzen over de hele wereld en men sprak liefdevol over hem als 'de Koning der Tenoren' vanwege zijn krachtige lyrische stem, en eveneens als de 'Tenor van de Koningen' omdat hij voor talrijke koningen over de hele wereld gezongen heeft. In 1917 keerde hij terug naar Puerto Rico. Antonio en Amalia richtten een stemtrainingsschool op in San Juan. Ze leverden ook een bijdrage aan theaterproducties in het gemeentelijk theater van San Juan. In 1934 werd dit theater ter ere van hem omgedoopt tot Antonio Paoli Theater.
- Biblioteca Nacional de España: XX1598154
- Bibliothèque nationale de France: cb13961392x (data)
- Gemeinsame Normdatei: 134854225
- International Standard Name Identifier: 0000 0000 8074 7606
- Library of Congress Control Number: no90023764
- Istituto Centrale per il Catalogo Unico: UBOV756177
- Virtual International Authority File: 37108649